# Chris Vogler
Christian Vogler (ur. 6 września 1961 w Heilbronn) – niemiecki kierowca wyścigowy.

## Kariera
W 1986 roku Vogler był zgłoszony do nieoficjalnego wyścigu Niemieckiej Formuły 3 – DMV Preis Hockenheim. Miał rywalizować Reynardem 853 w barwach zespołu Bross Druck Chemie Racing, ale ostatecznie w wyścigu nie wziął udziału.
Vogler zajął czwarte miejsce w górskim wyścigu Ecce Homo w 1987 roku, rywalizując samochodem marki Martini. W 1989 roku wziął udział między innymi w dwóch wyścigach mistrzostw Polski, nie odnosząc jednak sukcesów. Zajął również dziesiąte miejsce w wyścigu Ecce Homo. Rok później uczestniczył w Pucharze Pokoju i Przyjaźni, a jego samochodem był Reynard 873. Vogler zajął trzecie miejsce w Schleizu i szóste w Rydze, a w klasyfikacji generalnej był szósty. W tamtym roku wygrał ponadto dwa wyścigi w ramach mistrzostw NRD.
W roku 1992 Vogler sporadycznie uczestniczył BMW M3 w zawodach cyklu Deutscher Tourenwagen Cup. Na Hockenheimringu zajął siódme miejsce, natomiast w Zandvoort był szósty.
W sezonie 1995 rywalizował w Formule Euro Cup. Niemiecki zawodnik dwukrotnie zwyciężył i cztery razy stawał na podium, zdobywając szóste miejsce w klasyfikacji ogólnej. Rok później ścigał się Reynardem. Wygrał wówczas pięć wyścigów i zdobył dziewięć podiów, co dało mu 151 punktów w klasyfikacji Formuły Euro Cup i tytuł mistrzowski.
Następnie Vogler ponownie ścigał się w serii Deutscher Tourenwagen Cup (Deutsche Tourenwagen Challenge). W 1998 roku zdobył Oplem Calibrą 16V (Eigner Motorsport) jedno podium i 262 punkty, dzięki czemu był ósmy w klasyfikacji końcowej. Rok później przeszedł do zespołu KW Rennteam, który wystawił dla niego Hondę Integrę Type-R. W tamtym sezonie Niemiec ponownie zdobył jedno podium, a z 214 punktami był siódmy w klasyfikacji. W roku 2000 Vogler ścigał się Porsche 911 GT3 Cup 996 dla zespołu PSI Motorsport; 2 zdobyte punkty pozwoliły mu na zajęcie 22 miejsca w końcowym zestawieniu.
Niemiec okazyjnie ścigał się również w serii FIA GT w latach 1998–1999. Vogler ścigał się Porsche 911 GT2 w barwach zespołu Seikel Motorsport. W 1998 roku zajął szesnaste miejsce w Homestead, a rok później był dwunasty w Oschersleben.